# Paul Barber (hockeyer)
Paul Jason Barber  (Peterborough, 21 mei 1955) is een hockeyer uit het Verenigd Koninkrijk. Barber speelde 99 interlands voor het Engelse elftal en ook nog 67 interlands voor Britse hockeyelftal. 
Barber was geselecteerd voor de Olympische Spelen 1980 in Moskou, maar doordat de Britse hockeybond meedeed aan de boycot reisde Barber niet af naar Moskou.
Barber verloor tijdens het Wereldkampioenschap 1986 de finale van Australië. Barber was vice aanvoerder van de Britse ploeg die in Seoel olympisch kampioen werd.

## Erelijst
- 1982 – 10e Wereldkampioenschap in Bombay
- 1984 –  Olympische Spelen in Los Angeles
- 1985 -  Champions Trophy in Perth
- 1986 -  Wereldkampioenschap in Londen
- 1986 - 4e Champions Trophy in Karachi
- 1987 - 4e Champions Trophy in Amstelveen
- 1987 -  Europees kampioenschap in Moskou
- 1988 –  Olympische Spelen in Seoel